# Pierwszy śnieg (film 2006)
Pierwszy śnieg (ang. First Snow) – amerykańsko-niemiecki film z 2006 w reżyserii Marka Fergusa.
Film był nagrywany w miastach Albuquerque, Bosque Farms i Moriarty w stanie Nowy Meksyk, USA.

## Opis fabuły
Jimmy'emu psuje się samochód w Nowym Meksyku i dla zabicia czasu odwiedza wróża, który przepowiada mu kłopoty kiedy tylko spadnie pierwszy śnieg. Jimmy jednak nie wierzy w przepowiednię chociaż ma za sobą nieciekawą przeszłość taką jak zdrada przyjaciela, teraz wychodzącego z więzienia na zwolnienie warunkowe. Pomimo że jego przyszłość zapowiada się owocnie, ogarnia go strach i zaczyna wierzyć, że kiedy spadnie pierwszy śnieg skończy się jego życie.

## Obsada
- Guy Pearce jako Jimmy
- Piper Perabo jako Deidre
- Shea Whigham jako Vincent
- Rick Gonzalez jako Andy Lopez